# Zhou Zhaowang
Zhou Zhaowang (chinois : 周 昭 王 ; pinyin : Zhōu Zhāo Wáng), de son nom personnel Ji Xia (姬瑕), fut le quatrième souverain de la dynastie Zhou. Il fut intronisé à Hao (鎬) vers 996 av. J.-C., et son règne se termina en 957 av. J.-C., date de son décès. Resté célèbre pour sa guerre désastreuse contre le Chu, sa mort au combat mit fin à l'expansion territoriale du début de la période des Zhou occidentaux et marqua le début du déclin de sa dynastie.

## Biographie
Au moment du couronnement de Zhaowang, son père le roi Zhou Kangwang et son grand-père le roi Zhou Chengwang avaient conquis et colonisé les plaines centrales de la Chine, forçant la plupart des peuples tribaux du nord et de l'est à devenir les vassaux des Zhou. Seuls les Dongyi, vivant dans l'est de l'actuelle province du Shandong, continuèrent a résister à la nouvelle dynastie, mais ils ne constituaient plus une menace pour le pouvoir Zhou. En conséquence, Zhaowang avait hérité d'un royaume prospère, et pouvait se permettre de construire un nouveau temple ancestral pour son père. Ce temple, connu sous le nom de "Kang gong", a été construit en suivant les réformes rituelles de l'époque et allait ensuite devenir "l'un des deux temples centraux du culte dynastique", l'autre étant le temple "Jinggong" beaucoup plus ancien.
Avec le nord et l'est pacifiés et ayant sous son contrôle une puissante armée, Zhaowang a tourné son attention vers le bassin du Yangzi Jiang. Cette région, riche en gisements de minéraux divers, était sous le contrôle de la confédération de Chu, un état avec lequel le royaume Zhou avait été en bons termes pendant près de deux siècles. Toutefois, pendant le règne de Zhaowang, les relations entre Zhou et Chu s'étaient détériorée à mesure que Chu poursuivait son expansion agressive et que la demande du Zhou en or, cuivre et étain augmentait. Au fur et à mesure que les tensions se sont intensifiées, des affrontements frontaliers ont éclaté, qui ont fini par dégénérer en guerre ouverte. Ne tolérant plus l'attitude de son voisin du Sud, Zhaowang envahit la confédération Chu en 961 av. J.-C. Il faut noter que la thèse de la réaction à une attitude agressive du Chu n'est qu'une des hypothèses avancées pour expliquer le déclenchement du conflit. Parmi les autres on trouve des causes économiques, impliquant que Zhaowang aurait chercher à sécuriser et exploiter pleinement les mines du Yangzi en les conquérant  ), l'enrichissement par le pillage, ou tout simplement la volonté de recouvrer les territoires du sud autrefois dominés par la dynastie Shang. En effet, les Shang ayant été renversée par les Zhou, ces derniers se voyaient comme leur successeur légitime et avait donc le droit de diriger l'ensemble de son ancien territoire, y compris le Chu, ancien vassal des Shang. Zhaowang a d'abord conquis la région située au nord du Yangzi, puis vaincu et maîtrisé les 26 États de la vallée de la rivière Han, dont Chu. Très probablement incapable d'occuper de façon permanente cette dernière région, Zhaowang a fini par battre en retraite avec beaucoup de butin,,.
En 957 av. J.-C., Zhaowang lança une autre grande campagne militaire dans la région centrale du Yangzi. En levant la moitié des forces royales pour cette campagne, organisées en "Six Armées de l'Ouest", il avait probablement pour but de placer en permanence le bassin du Yangzi sous son contrôle. Cette campagne s'est toutefois soldée par un désastre, les forces Zhou ayant été vaincues et presque entièrement anéanties. Le roi Zhao et ses troupes restantes se seraient noyés alors qu'ils battaient en retraite de l'autre côté de la rivière Han,,.

## Postérité
La mort et la défaite de Zhaowang ont grandement diminué la réputation de la dynastie Zhou et mis fin à l'expansion territoriale du royaume, qui fut ensuite la cible de plusieurs invasions étrangères. Son successeur et fils, Zhou Muwang, a réussi à stabiliser le royaume, mais le bassin du Yangzi est devenu la limite sud permanente de la zone contrôlée directement par les rois Zhou occidentaux. Cependant, malgré sa "fin humiliante", Zhaowang était toujours commémoré pour ses campagnes méridionales par ses successeurs de la dynastie des Zhou occidentaux, car il avait au moins établi sa domination politique sur la région située au nord du Yangzi et à l'est du fleuve Han. Après sa mort, il a également reçu un site sacrificiel au temple "Kang gong" qu'il avait lui-même construit. En tant que premier souverain Zhou à être ainsi consacré, il devint finalement une figure clé de la vénération des ancêtres de la dynastie Zhou durant la fin des Zhou occidentaux et le début des Zhou orientaux. L'une des principales raisons de l'évaluation initialement positive de son règne était peut-être que les dirigeants Zhou ultérieurs ne voulaient pas que l'on se souvienne de leur ancêtre pour une défaite qui fit honte à la dynastie.
Les interprétations moralisatrices ultérieures de la vie de Zhaowang furent beaucoup plus défavorables, car elles le dépeignaient comme un souverain qui aimait le plaisir et négligeait la politique, mourant lors d'un voyage de chasse dans le sud. Par la suite, les poètes du Chu ont également produit des écrits sur Zhaowang, que l'on retrouve dans le recueil chinois de classique de la poésie nommé Tianwen, où ils se moquent de lui pour son arrogance perçue.
Un incident particulièrement bizarre concernant Zhaowang est arrivé au VIIe siècle av. J.-C. : Lorsqu'une coalition d'États Zhou a attaqué l'État de Chu, ce dernier a envoyé une délégation pour demander quelles raisons ils pouvaient avoir pour lancer une invasion. Les seigneurs du Nord donnèrent comme seul prétexte faible que " le roi Zhao n'était pas revenu de son expédition vers le sud (qui avait eu lieu environ trois siècles plus tôt) et qu'ils étaient venus " pour enquêter ".

## Famille
- Parents:
  - Prince héritier Zhao (太子釗; 1040–996 av. J.-C.), règne sous le nom de Zhou Kangwang de 1020 à 996 av. J.-C.
  - Wang Jiang, du clan Jiang (王姜 姜姓)
- Reine:
  - Reine Fang, du clan Qi (房後 祁姓), la mère du Prince Héritier Man
- Fils:
  - Prince héritier Man (太子滿; 992–922), règne sous le nom de Zhou Muwang de 976 à 922 av. J.-C.